# Francisco de la Lastra
Francisco de la Lastra y Sotta (Santiago, 4 oktober 1777 - aldaar 13 mei 1852) was een Chileens militair en staatsman. Hij was van 14 maart tot 23 juli 1814 Director Supremo de Chile (Staatshoofd van Chili).

## Biografie
Hij was de zoon van Antonio de la Lastra Cortés de la Vega (1733-1803) en María Candelaria de la Sotta y del Aguila (1744-1803). In 1793 werd hij door zijn ouders naar Spanje gezonden voor het vervolg van zijn opleiding. Hij nam dienst in de Spaanse marine. In 1803 bereikte hij de rang van luitenant-ter-zee en keerde in 1804 voorgoed naar Chili terug. In 1807 nam hij ontslag uit de marine.
In 1810 sloot De la Lastra zich aan bij de rebellen die tegen de Spaanse overheerser streden voor de onafhankelijkheid van Chili. Hij werd benoemd tot militair en civiel gouverneur van Valparaíso en trad op als organisator van het rebellenleger. Hij was ondertekenaar van de grondwet van 1814 en werd na de onafhankelijkheidsverklaring op 14 maart van dat jaar benoemd tot Director Supremo en werd hiermee het eerste staatshoofd van Chili. Hij werd evenwel op 23 juli 1814 door een junta uit zijn functie ontheven. Hij werd als Director Supremo opgevolgd door generaal José Miguel Carrera.
Francisco de la Lastra werd na het herstel van de Spaanse macht gevangengenomen en vastgehouden op een eiland op de Juan Fernández-archipel. In 1817, na de nederlaag van Spanje bij Chacabuco, werd hij door revolutionairen bevrijd. Hij nam opnieuw dienst in het rebellenleger en werd bevorderd tot kolonel. In 1818 was hij wederom gouverneur van Valparaíso.
In 1823 werd hij burgemeester van Santiago en lid van de Staatsraad. Van 30 december 1823 tot 3 januari 1824 was hij als vervanger van Ramón Freire Director Supremo. In hetzelfde jaar kreeg hij van de regering de taak om de marine te reorganiseren.
De la Lastra werd in 1825 voor de derde maal gouverneur van Valparaíso en volgde tevens zijn bevordering tot brigadegeneraal en kapitein-ter-zee. Van 1825 tot 1829 was hij inspecteur-generaal van de Chileense marine.
Francisco de la Lastra speelde een voorname rol tijdens de Burgeroorlog van 1829. Hij werd als minister van Oorlog en Marine opgenomen in de regering en was een van de bevelhebbers van het regeringsleger. Hoewel hij bij de Slag bij Ochagavía op 14 december 1829 een overwinning behaalde op de conservatieve rebellen onder kolonel José Joaquín Prieto, was het hem al snel duidelijk dat het regeringsleger op de langere termijn het onderspit zou delven tegen de rebellen. Op 16 december 1829 sloten De la Lastra en Prieto het Verdrag van Ochagavía dat (voorlopig) een einde maakte aan de vijandelijkheden.
In 1830 werd hij uit krijgsdienst ontslagen. Hij trok zich uit het openbare leven terug, maar werd in 1841 of 1843 door president Bulnes benoemd tot lid van het krijgsgerecht. In 1843 werd hij in de Kamer van Afgevaardigden gekozen. Hij had zitting in de parlementaire commissie van Defensie.

## Samenstelling kabinet
| Secretariaat (Regering van Francisco de la Lastra) | Naam/Periode                                                |
| -------------------------------------------------- | ----------------------------------------------------------- |
| Binnen- en Buitenlandse Zaken, Financiën           | José María Villarreal (1814)                                |
| Oorlog                                             | Andrés Nicolás de Orgera (1814) Pedro José de Ugarte (1814) |

## Privé
Hij trouwde op 17 april 1796 in de Kathedraal van Santiago met Francisca Javiera Eudocia Rudecinda de los Dolores Carrera Verdugo (1781-1862). Uit dit huwelijk kwamen een zoon en een dochter voort.